# Don't Do It
Don't Do It er en amerikansk romantisk komediefilm fra 1994 og Eugene Hess' debut som instruktør; han skrev også manuskriptet. Filmen har Heather Graham, James Le Gros, Sheryl Lee og James Marshall i rollerne.

## Plot
Filmen handler om tre unge par i Los Angeles' hemmelige ønsker. De tre par er Suzanna og Dodger, Alicia og Robert samt Michelle og Charles. Et medlem af hvert par forelsker sig hemmeligt i en tidligere kæreste. Dodger er stadigvæk forelsket i sin ekskæreste Alicia, til trods for at Alicia er gravid med Roberts barn. Robert er stadigvæk forelsket i Michelle, hvis kæreste Charles stadigvæk er forelsket i Suzanna. Disse rigtige følelser opstår, da de mødes på en café i Los Angeles.

## Medvirkende
- Heather Graham − Suzanna
- James Le Gros − Dodger
- Sheryl Lee − Michelle
- Esai Morales − Charles
- James Marshall − Robert
- Sarah Trigger − Alicia
- Balthazar Getty − Jake
- Alexis Arquette − David

## Baggrund
Heather Graham, Sheryl Lee og James Marshall har tidligere spillet sammen i tv-serien Twin Peaks og den efterfølgende spillefilm Laura Palmers sidste dage. Lee og Marshall medvirkede også i tv-seriens opfølger, sammen med Balthazar Getty.